# Memmo di Filipuccio
Memmo di Filippuccio  (ativo 1303-1345)  foi um pintor do século XIV de Siena, Itália, um dos primeiros representantes da Escola Sienesa. Foi provavelmente aluno de Duccio.
Memmo di Filippuccio pintou várias obras na Prefeitura de San Gimignano, em 1303, retratando cenas da vida cotidiana da época. Fez parte de um grupo de artistas que trabalhou na Basílica de São Francisco de Assis. Essa experiência marcou seu estilo, que sempre teve uma forte influência de Giotto. Também realizou pinturas no Palazzo Comunale em Siena, onde morreu.
Teve dois filhos que também foram pintores, Lippo Memmi e Federico Memmi. Seu genro, Simone Martini, foi um dos mais importantes  e influentes pintores de Siena. É possível que tenha trabalhado com seu filho, Lippo Memmi, em 1343, no ciclo de afrescos sobre o Novo Testamento na Colegiada de San Gimignano.

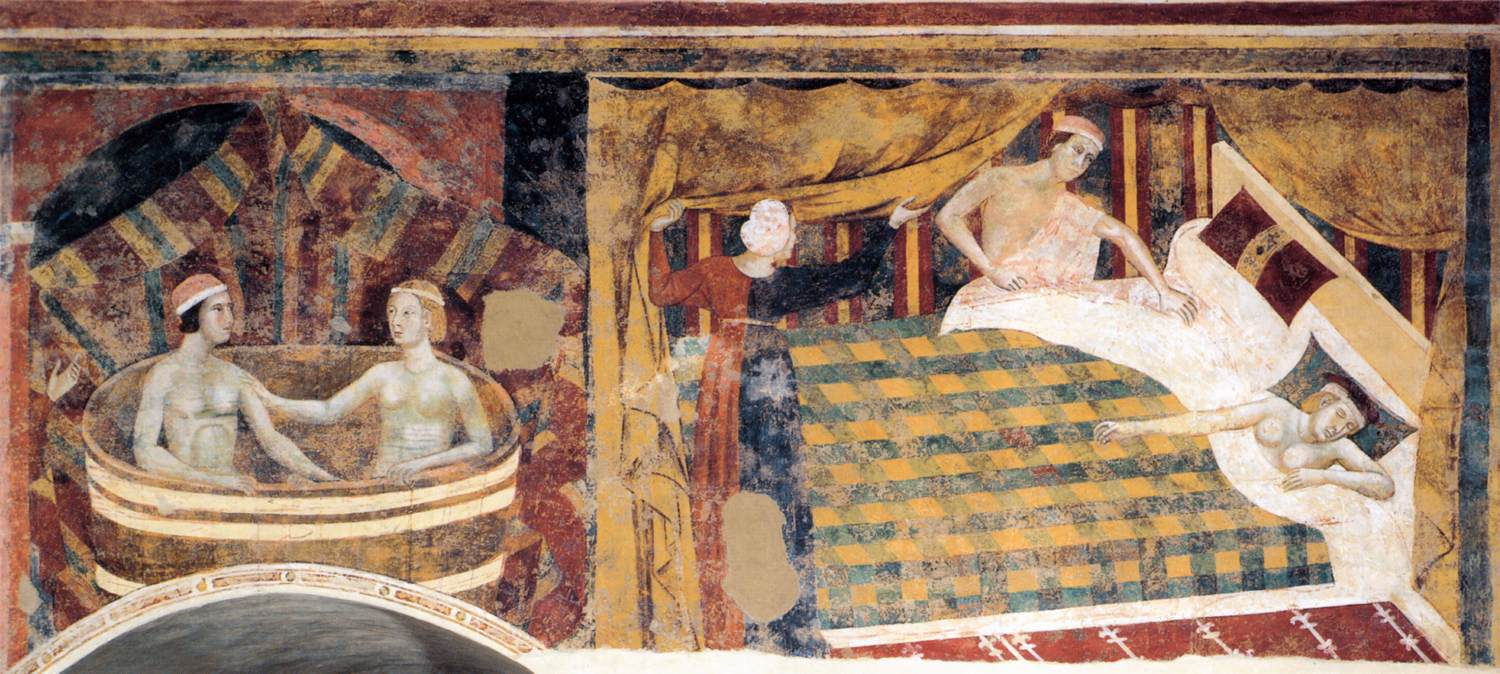
Cenas de um Casamento, Palazzo del Podestà, San Gimignano

## References
1. ↑  «Biografia de Memmo di Filippuccio». Consultado em 4 de maio de 2014